# ماكسويل تكنولوجيز
ماكسويل تكنولوجيز، هي شركة مطورة مصنعة أمريكية تقع في سان دييغو، كاليفورنيا. تركز الشركة علي تطوير وتصنيع منتجات تخزين الطاقة وتسليم الطاقة المتعلقة بالسيارات والنقل الثقيل والطاقة المتجددة والطاقة الاحتياطية والاتصالات اللاسلكية والتطبيقات الصناعية الإلكترونية والإلكترونية الاستهلاكية.
في 15 مايو 2019، استحوذت شركة تسلا على ماكسويل تكنولوجيز.

## التاريخ
في عام 1965، تأسست الشركة باسم مختبرات ماكسويل، من قبل ريمون أورورك وآلان كولب وبروس هايورث وتيرنس جودنج في سان دييغو، كاليفورنيا. مختبرات ماكسويل كانت في الأصل مقاولا حكوميا، حيث قدمت الفيزياء المتقدمة والطاقة النبضية وتحليل آثار الفضاء وغيرها من خدمات البحث والتطوير للجيش الأمريكي والوكالات الحكومية الأخرى. في أوائل التسعينيات، بدأت الشركة في تحويل تركيزها إلى تطبيقات تجارية لتقنياتها ومنتجاتها، والآن تحقق كل إيراداتها من مصادر تجارية. في عام 1996، غيرت الشركة اسمها من مختبرات ماكسويل إلي ماكسويل تكنولوجيز.
في عام 2007، فازت شركة ماكسويل تكنولوجيز بعقد قيمته 3 ملايين دولار من شركة استريوم للأقمار الصناعية لتزويد أجهزة الكمبيوتر لمهمة «علم الفلك جايا» التابعة لوكالة الفضاء الأوروبية. زودت شركة ماكسويل بسبعة وحدات من أجهزة ماكسويل SCS750 SBC لمعالجة الصور والبيانات التي جمعتها كاميرا القمر الصناعي.
في نوفمبر 2013، افتتحت شركة ماكسويل تكنولوجيز منشأة تصنيع في بيوريا، أريزونا.
في ديسمبر 2013، وقعت شركة ماكسويل تكنولوجيز مذكرة تفاهم مع SK للابتكار، لتطوير الجيل التالي من حلول تخزين الطاقة مع المكثفات الفائقة من ماكسويل وبطاريات ليثيوم أيون SK.
في أبريل 2016، أكملت ماكسويل بيعها لخط إنتاج الإلكترونيات الدقيقة لشركة جهاز البيانات.
في أبريل 2017، استحوذت ماكسويل تكنولوجيز على شركة نسكاب للطاقة التجارية.
في فبراير 2019، أعلنت تسلا أنها تخطط لشراء ماكسويل تكنولوجيز. في 15 مايو 2019، استحوذت شركة تسلا على شركة ماكسويل تكنولوجيز مقابل 218 مليون دولار.

## وصلات خارجية
- الموقع الرسمي لشركة ماكسويل تكنولوجيز.
- سبب شراء تيسلا لشركة ماكسويل تكنولوجيز مقابل 218 مليون.